# Lachapelle-sous-Gerberoy
Lachapelle-sous-Gerberoy település Franciaországban, Oise megyében. Lakosainak száma 159 fő (2022. január 1.). Lachapelle-sous-Gerberoy Gerberoy, Grémévillers, Hanvoile, Songeons, Vrocourt és Wambez községekkel határos.

## Népesség
A település népességének változása:
| Lakosok száma | 150  | 147  | 149  | 148  | 148  | 148  | 148  | 154  | 159  |
|               | 2013 | 2015 | 2016 | 2017 | 2018 | 2019 | 2020 | 2021 | 2022 |